# Seo Jae-pil
Seo Jae-pil (en hangul: 서재필; en hanja: 徐載弼; Boseong, Corea del Sud, 7 de gener de 1864 - 5 de gener de 1951) va ser un activista per la independència, polític, metges i polítics de Corea del Sud. El seu nom americà era Philip Jaisohn.